# Fabian Delph
Fabian Delph (sinh ngày 21 tháng 11 năm 1989) là một cựu cầu thủ bóng đá chuyên nghiệp người Anh từng thi đấu ở vị trí hậu vệ trái hoặc tiền vệ trung tâm.

## Đời sống cá nhân
Ngày 23 tháng 12 năm 2008, Delph bị cảnh sát bắt và buộc tội uống rượu lái xe ở Rothwell, Leeds, khi đang lái xe về nhà cùng 4 người bạn. Anh đã nhận tội lái xe khi vượt quá giới hạn cho phép tại Tòa sơ thẩm Leeds; anh bị phạt 1.400 bảng Anh, bị tước quyền lái xe trong 18 tháng và yêu cầu phải trả chi phí 60 bảng Anh.
Delph có 3 cô con gái, đứa con út được sinh trong thời gian diễn ra World Cup 2018.

## Thống kê sự nghiệp

### Câu lạc bộ
Tính đến ngày 5 tháng 12 năm 2020
| Câu lạc bộ          | Mùa giải       | Giải quốc nội  | Giải quốc nội | Giải quốc nội | Cúp FA | Cúp FA | Cúp EFL | Cúp EFL | Khác | Khác | Tổng cộng | Tổng cộng |
| Câu lạc bộ          | Mùa giải       | Hạng đấu       | Trận          | Bàn           | Trận   | Bàn    | Trận    | Bàn     | Trận | Bàn  | Trận      | Bàn       |
| ------------------- | -------------- | -------------- | ------------- | ------------- | ------ | ------ | ------- | ------- | ---- | ---- | --------- | --------- |
| Leeds United        | 2006–07        | Championship   | 1             | 0             | 0      | 0      | 0       | 0       | —    | —    | 1         | 0         |
| Leeds United        | 2007–08        | League One     | 1             | 0             | 0      | 0      | 1       | 0       | 0    | 0    | 2         | 0         |
| Leeds United        | 2008–09        | League One     | 42            | 6             | 2      | 0      | 4       | 0       | 3    | 0    | 51        | 6         |
| Leeds United        | Tổng cộng      | Tổng cộng      | 44            | 6             | 2      | 0      | 5       | 0       | 3    | 0    | 54        | 6         |
| Aston Villa         | 2009–10        | Premier League | 8             | 0             | 4      | 1      | 2       | 0       | 1    | 0    | 15        | 1         |
| Aston Villa         | 2010–11        | Premier League | 7             | 0             | 1      | 0      | 0       | 0       | 0    | 0    | 8         | 0         |
| Aston Villa         | 2011–12        | Premier League | 11            | 0             | 0      | 0      | 0       | 0       | —    | —    | 11        | 0         |
| Aston Villa         | 2012–13        | Premier League | 24            | 0             | 2      | 0      | 6       | 1       | —    | —    | 32        | 1         |
| Aston Villa         | 2013–14        | Premier League | 34            | 3             | 1      | 0      | 1       | 1       | —    | —    | 36        | 4         |
| Aston Villa         | 2014–15        | Premier League | 28            | 0             | 4      | 2      | 0       | 0       | —    | —    | 32        | 2         |
| Aston Villa         | Tổng cộng      | Tổng cộng      | 112           | 3             | 12     | 3      | 9       | 2       | 1    | 0    | 134       | 8         |
| Leeds United (mượn) | 2011–12        | Championship   | 5             | 0             | —      | —      | —       | —       | —    | —    | 5         | 0         |
| Manchester City     | 2015–16        | Premier League | 17            | 2             | 2      | 0      | 3       | 0       | 5    | 0    | 27        | 2         |
| Manchester City     | 2016–17        | Premier League | 7             | 1             | 5      | 0      | 0       | 0       | 1    | 1    | 13        | 2         |
| Manchester City     | 2017–18        | Premier League | 22            | 1             | 1      | 0      | 1       | 0       | 5    | 0    | 29        | 1         |
| Manchester City     | 2018–19        | Premier League | 11            | 0             | 1      | 0      | 2       | 0       | 6    | 0    | 20        | 0         |
| Manchester City     | Tổng cộng      | Tổng cộng      | 57            | 4             | 9      | 0      | 6       | 0       | 17   | 1    | 89        | 5         |
| Everton             | 2019–20        | Premier League | 16            | 0             | 1      | 0      | 3       | 0       | —    | —    | 20        | 0         |
| Everton             | 2020–21        | Premier League | 5             | 0             | 0      | 0      | 2       | 0       | —    | —    | 7         | 0         |
| Everton             | Tổng cộng      | Tổng cộng      | 21            | 0             | 1      | 0      | 5       | 0       | 0    | 0    | 27        | 0         |
| Tổng sự nghiệp      | Tổng sự nghiệp | Tổng sự nghiệp | 239           | 13            | 24     | 3      | 25      | 2       | 21   | 1    | 309       | 19        |

1. ↑  Một trận ra sân tại Football League Trophy, hai tại play-offs League One

### Quốc tế
Tính đến ngày 9 tháng 6 năm 2019
| Đội tuyển quốc gia Anh | Đội tuyển quốc gia Anh | Đội tuyển quốc gia Anh |
| Năm                    | Số trận                | Bàn thắng              |
| ---------------------- | ---------------------- | ---------------------- |
| 2014                   | 3                      | 0                      |
| 2015                   | 6                      | 0                      |
| 2018                   | 9                      | 0                      |
| 2019                   | 2                      | 0                      |
| Tổng cộng              | 20                     | 0                      |

## Danh hiệu

### Câu lạc bộ
Aston Villa
- Á quân Football League Cup: 2009–10[6]
- Á quân FA Cup: 2014–15

Manchester City
- Premier League: 2017–18, 2018–19[7]

### Quốc tế
Đội tuyển quốc gia Anh
- Hạng ba UEFA Nations League: 2018–19[8]